# Cattedrale di Nostra Signora delle Vittorie (Yaoundé)
La cattedrale di Nostra Signora delle Vittorie (in francese: Cathédrale Notre-Dame-des-Victoires) è una cattedrale cattolica dell'arcidiocesi di Yaoundé, con sede a Yaoundé, in Camerun.
Il progetto per la costruzione della cattedrale si deve a François Xavier Vogt, vicario apostolico di Yaoundé, che negli anni della seconda guerra mondiale desidera edificare un santuario alla Vergine Maria per aver risparmiato al Camerun gli orrori della guerra. La prima pietra della cattedrale è stata posta il 4 marzo del 1952. L'edificio, ancora incompleto, è stato consacrato nel 1955.